# Liste der denkmalgeschützten Objekte in Ernstbrunn
Die Liste der denkmalgeschützten Objekte in Ernstbrunn enthält die 37 denkmalgeschützten, unbeweglichen Objekte der niederösterreichischen Marktgemeinde Ernstbrunn im Bezirk Korneuburg.

## Denkmäler
| Foto |                 | Denkmal                                                                            | Standort                                                  | Beschreibung | Metadaten |
| ---- | --------------- | ---------------------------------------------------------------------------------- | --------------------------------------------------------- | --- | --- |
| ja   | Datei hochladen | Schloss Ernstbrunn HERIS-ID: 24379 Objekt-ID: 20766                                | Dörfles 1 Standort KG: Dörfles                            | Das Schloss Ernstbrunn, ein langgestreckter Bau mit vier aufsteigenden Höfen, liegt in einem Wald am Nordhang des Semmelberges oberhalb von Dörfles. Der Torturm mit dem Haupteingang trägt das Wappen der Sinzendorfer, der einstigen Besitzer, die 1822 männlicherseits ausstarben. Vor dem Tor befindet sich ein barocker Brunnen. In unmittelbarer Umgebung befindet sich eine Parkanlage, im weiteren Umkreis Nebengebäude. | BDA-Hist.: Q2240896 Status: Bescheid Stand der BDA-Liste: 2025-06-30 Name: Schloss Ernstbrunn GstNr.: 1, 2 Schloss Ernstbrunn                                              |
| ja   | Datei hochladen | Ortskapelle, Marienkapelle HERIS-ID: 22713 Objekt-ID: 19052                        | Dörfles 8, gegenüber Standort KG: Dörfles                 | Die in der Mitte von Dörfles erhöht gelegene Ortskapelle hl. Maria ist ein späthistoristischer, dreiseitig geschlossener Bau aus dem Jahr 1893, mit Blendrahmengliederung, Rundbogenfenstern und einem Giebelreiter mit Pyramidenhelm. An der gequaderten Fassade liegen zwischen einer Blendgliederung aus Eckpfeilern und Pilastern das Portal und ein Okulus. Der flach gedeckte Innenraum ist durch Pilaster gegliedert. Das Altarbild stellt die Schmerzhafte Muttergottes dar. | BDA-Hist.: Q37872027 Status: § 2a Stand der BDA-Liste: 2025-06-30 Name: Ortskapelle, Marienkapelle GstNr.: 160                                                             |
| ja   | Datei hochladen | Figurenbildstock, Urlaubergruppe HERIS-ID: 24374 Objekt-ID: 20761                  | gegenüber Bründlallee 2 Standort KG: Ernstbrunn           | Im Süden von Ernstbrunn steht an der Abzweigung zur Bründlkapelle auf einem hohen Voluten- und Staffelsockel eine Urlaubergruppe, die mit 1720 bezeichnet ist. | BDA-Hist.: Q37884177 Status: § 2a Stand der BDA-Liste: 2025-06-30 Name: Figurenbildstock, Urlaubergruppe GstNr.: 303 Abschied Christi von Maria Bildnis in Ernstbrunn      |
| ja   | Datei hochladen | Bründlkapelle hl. Maria HERIS-ID: 24375 Objekt-ID: 20762                           | gegenüber Bründlallee 25 Standort KG: Ernstbrunn          | Die südwestlich des Marktes gelegene Bründlkapelle wurde 1837 anstelle einer 1710/1715 erbauten und 1823 nach der 1783 erfolgten Schließung wieder abgetragenen Wallfahrtskirche errichtet. Der querrechteckige Bau hat einen Segmentbogenabschluss, ist durch Pilaster mit umlaufendem Gebälk in der Formensprache des frühen 18. Jahrhunderts gegliedert und wird von einem Dreieckgiebel bekrönt. Im halbrunden Innenraum ist eine Konchenwölbung zu sehen. Zur Ausstattung zählen eine sich oberhalb der Brunnenschale befindliche steinerne Pietà-Gruppe aus der ersten Hälfte des 18. Jahrhunderts sowie ein Mariahilf-Gnadenbild aus dem 19. Jahrhundert, das als Ersatz für ein in die Pfarrkirche übertragenes Bildnis angeschafft wurde. | BDA-Hist.: Q37884195 Status: § 2a Stand der BDA-Liste: 2025-06-30 Name: Bründlkapelle hl. Maria GstNr.: 436 Bründlkapelle in Ernstbrunn                                    |
| ja   | Datei hochladen | Figurenbildstock hl. Johannes Nepomuk HERIS-ID: 4432 Objekt-ID: 276                | Bründlallee Standort KG: Ernstbrunn                       | Die Johannes-Nepomuk-Statue in der Bründlallee stammt aus dem Jahr 1735. | BDA-Hist.: Q37937954 Status: § 2a Stand der BDA-Liste: 2025-06-30 Name: Figurenbildstock hl. Johannes Nepomuk GstNr.: 423 Johannes Nepomuk Statue, Bruendl in Ernstbrunn   |
| ja   | Datei hochladen | Landsknechtbrunnen HERIS-ID: 22718 Objekt-ID: 19057                                | Hauptplatz Standort KG: Ernstbrunn                        | Am Hauptplatz steht auf einem Sockel von 1803 vor einer Brunnenschale eine auf ein Marktwappen gestützte Landsknechtstatue, bezeichnet mit 1687. | BDA-Hist.: Q37872070 Status: § 2a Stand der BDA-Liste: 2025-06-30 Name: Landsknechtbrunnen GstNr.: 78 Landsknechtbrunnen in Ernstbrunn                                     |
| ja   | Datei hochladen | Mariensäule, Pestsäule HERIS-ID: 22719 Objekt-ID: 19058                            | vor Hauptplatz 26 Standort KG: Ernstbrunn                 | Am Hauptplatz von Ernstbrunn steht eine mit 1714 bezeichnete, von Rochus Mayrhofer errichtete Pestsäule. Auf ihrer achteckigen, ornamental verzierten Balustrade stehen Putten mit Symbolen aus der Lauretanischen Litanei. Der Volutensockel ist mit den Reliefs Mariae Verkündigung, Geburt Christi und hl. Rosalia sowie mit Eckstatuen der hll. Sebastian, Rochus, Karl Borromäus und Franz Xaver versehen. Auf dem Sockel ruht eine Säule mit bekrönender Immaculata-Statue. | BDA-Hist.: Q37872085 Status: § 2a Stand der BDA-Liste: 2025-06-30 Name: Mariensäule, Pestsäule GstNr.: 78 Plague column in Ernstbrunn                                      |
| ja   | Datei hochladen | Figurenbildstock Maria Immaculata HERIS-ID: 22720 Objekt-ID: 19059                 | Hauptplatz Standort KG: Ernstbrunn                        | Die Immaculata-Statue am Hauptplatz wird auf das späte 18. Jahrhundert datiert. | BDA-Hist.: Q37872100 Status: § 2a Stand der BDA-Liste: 2025-06-30 Name: Figurenbildstock Maria Immaculata GstNr.: 78 Maria Immaculata Bildstock in Ernstbrunn              |
| ja   | Datei hochladen | Rathaus/Gemeindeamt HERIS-ID: 22715 Objekt-ID: 19054                               | Hauptplatz 1 Standort KG: Ernstbrunn                      | Das an der westlichen Schmalseite des Hauptplatzes gelegene Rathaus ist ein zweigeschoßiger Eckbau. Der Süd- und der Ostflügel sind durch eine Riesenordnung aus Pilastern mit vertieften Feldereinlagen und Abschlussgebälk gegliedert. Im Obergeschoß gibt es rustizierte Fenstergewände mit bekrönenden Sprenggiebeln und eingefügten Kugelaufsätzen aus der zweiten Hälfte des 17. Jahrhunderts. Der nördliche Abschnitt des Osttraktes und der eingeschoßige Nordflügel wurden im 18. Jahrhundert angebaut. | BDA-Hist.: Q37872041 Status: § 2a Stand der BDA-Liste: 2025-06-30 Name: Rathaus/Gemeindeamt GstNr.: 3                                                                      |
| ja   | Datei hochladen | Ehem. Bürgerspital, heute Gasthof Schwarzer Adler HERIS-ID: 22723 Objekt-ID: 19062 | Hirschmillerstraße 2 Standort KG: Ernstbrunn              | Das ehemalige Bürgerspital ist ein zweigeschoßiger Spätbarockbau aus dem Jahre 1703 mit Walmdach und einer Blendfeldergliederung mit Faschen und genuteten Fensterrahmungen. Ehemalige Mädchenschule, um 1900 Wanderherberge. | BDA-Hist.: Q37872131 Status: Bescheid Stand der BDA-Liste: 2025-06-30 Name: Ehem. Bürgerspital, heute Gasthof Schwarzer Adler GstNr.: 254 Kloster (Ernstbrunn)             |
| ja   | Datei hochladen | Figurenbildstock hl. Johannes Nepomuk HERIS-ID: 22724 Objekt-ID: 19063             | Hirschmillerstraße 2, in der Nähe Standort KG: Ernstbrunn | Der Johannes-Nepomuk-Figurenbildstock an der Ecke Hutterstraße/Hirschmillerstraße stammt aus dem zweiten oder dritten Viertel des 18. Jahrhunderts. | BDA-Hist.: Q37872144 Status: § 2a Stand der BDA-Liste: 2025-06-30 Name: Figurenbildstock hl. Johannes Nepomuk GstNr.: 256 Johannes Nepomuk Figurenbildstock in Ernstbrunn  |
| ja   | Datei hochladen | Pfarrhof HERIS-ID: 22712 Objekt-ID: 19051                                          | Kirchenplatz 1 Standort KG: Ernstbrunn                    | Der Pfarrhof von Ernstbrunn, an der westlichen Schmalseite des Hauptplatzes neben der Pfarrkirche gelegen, ist eine zweigeschoßige und dreiflügelige Anlage mit Ziegelwalmdach, Ortsteingliederung und gekehlten Sohlbänken an der Rückseite. Vom spätgotischen Kern ist ein freigelegtes Schlitzfenster erhalten. Vom barocken Ausbau in der ersten Hälfte des 18. Jahrhunderts stammt das von einem Segmentbogengiebel bekrönte Oberlichtportal. Die Räume im Erdgeschoß sind kreuzgratgewölbt. An der Hofseite liegt ein kreuzgratgewölbter Gang. Andere Räume verfügen über Flachdecken mit Putzschnitt- und Stuckspiegeln. | BDA-Hist.: Q37872014 Status: § 2a Stand der BDA-Liste: 2025-06-30 Name: Pfarrhof GstNr.: 4 Pfarrhof (Ernstbrunn)                                                           |
| ja   | Datei hochladen | Pest-/Dreifaltigkeitssäule HERIS-ID: 22721 Objekt-ID: 19060                        | vor Laaerstraße 1a Standort KG: Ernstbrunn                | Im Norden des Ortes befindet sich eine Dreifaltigkeitssäule aus dem zweiten Viertel des 18. Jahrhunderts. Der kurvierte Pfeiler ist mit einem Relief des hl. Antonius Eremita versehen und wird von einer Dreifaltigkeitsgruppe bekrönt. | BDA-Hist.: Q37872114 Status: § 2a Stand der BDA-Liste: 2025-06-30 Name: Pest-/Dreifaltigkeitssäule GstNr.: 1118/1; 1118/2                                                  |
| ja   | Datei hochladen | Kath. Pfarrkirche hl. Martin HERIS-ID: 22716 Objekt-ID: 19055                      | Standort KG: Ernstbrunn                                   | Die westlich des Straßenplatzes gelegene Pfarrkirche hl. Martin ist eine genordete Saalkirche aus dem späten 18./frühen 19. Jahrhundert. Der rechtwinkelig herausragende gotische Chor, der gotische Ostturm und die Seitenkapelle stammen vom geosteten Vorgängerbau. Die hohe Kirche mit dem eingezogenen, segmentbogig geschlossenen Chor ist einheitlich durch Felder und Faschenraster gegliedert. Sie verfügt über Flachbogenfenster mit Ornamentbekrönungen und geschwungenen Verdachungen aus der Zeit um 1760. Die schlichte Giebelfassade mit Volutensaum und Dreieckspitze zeigt ein geschwungen verdachtes Hauptportal sowie ein westlich gelegenes Seitenportal mit Rokokobeschlägen. An der Ostflanke erhebt sich der im Kern romanische, ehemalige Chorturm mit barockem Zwiebelhelm. | BDA-Hist.: Q2082604 Status: § 2a Stand der BDA-Liste: 2025-06-30 Name: Kath. Pfarrkirche hl. Martin GstNr.: 1 Pfarrkirche Ernstbrunn                                       |
| ja   | Datei hochladen | Kriegerdenkmal HERIS-ID: 22717 Objekt-ID: 19056                                    | Fasanhausweg 2a, in der Nähe Standort KG: Ernstbrunn      | Das Kriegerdenkmal nördlich der Pfarrkirche – ein Giebelpfeiler mit einer angegliederten Herz-Jesu-Büste – ist bezeichnet mit K. Lehrmann 1917. | BDA-Hist.: Q37872057 Status: § 2a Stand der BDA-Liste: 2025-06-30 Name: Kriegerdenkmal GstNr.: 2 Kriegerdenkmal in Ernstbrunn                                              |
| ja   | Datei hochladen | Kruzifix/Kreuz HERIS-ID: 24376 Objekt-ID: 20763                                    | Dreikreuzgasse 11, in der Nähe Standort KG: Ernstbrunn    | Die spätbarocke Kreuzigungsszene aus Sandstein wurde um 1780 errichtet. Über einem profilierten Sockel und konkav geschwungenem Postament mit Wappenrelief erhebt sich ein hohes Steinkreuz mit Corpus Christi in Vollrelief, Dornenkrone, Lendenschurz und INRI-Tafel. Am Fuße des Kreuzes befindet sich eine Figur der Maria Magdalena. Die Anlage wurde 1945 durch Granatbeschuss beschädigt und 1952 durch den örtlichen Volksbildungsverein wiederhergestellt. Auf den seitlichen Postamenten standen ursprünglich Figuren der hl. Maria und des hl. Johannes, die 1972 gestohlen und später durch Steinvasen ersetzt wurden. | BDA-Hist.: Q37884215 Status: § 2a Stand der BDA-Liste: 2025-06-30 Name: Kruzifix/Kreuz GstNr.: 955                                                                         |
| ja   | Datei hochladen | Kohlstattkreuz im Ernstbrunner Wald, Großer Herrgott HERIS-ID: 4433 Objekt-ID: 277 | Standort KG: Ernstbrunnerwald                             | Das 1724 errichtete Kohlstattkreuz ist ein als Ziegelbau ausgeführter barocker Nischenbreitpfeiler, etwa sechs Meter hoch, der in seiner Rundbogennische ein Holzkruzifix von 1972 beherbergt. | BDA-Hist.: Q37938580 Status: Bescheid Stand der BDA-Liste: 2025-06-30 Name: Kohlstattkreuz im Ernstbrunner Wald, Großer Herrgott GstNr.: 61 Kohlstattkreuz in Ernstbrunn   |
| ja   | Datei hochladen | Sog. Schloss Klement HERIS-ID: 22707 Objekt-ID: 19046                              | Klement 1 Standort KG: Klement                            | Das Schloss im Südwesten von Klement ist ein längsrechteckiger, zweigeschoßiger Vierflügelbau aus der Mitte des 16. Jahrhunderts, mit einem Walmdach des 18./19. Jahrhunderts. An der Nordseite ist das dritte Geschoß als Attikazone mit Kreisluken und einem hofseitigen, zum Teil auf Konsolgesims ruhenden Pultdach erhalten. An der südlichen Hauptfront ist ein rustiziertes rundbogiges Mittelportal als letztes von ehemals drei Toren erhalten. Das Obergeschoß ist mit rechteckigen Fenstergewänden der Renaissance mit eingefügten, gekuppelten und rosettenbesetzten Rundbogenprofilen ausgestattet, sowie mit einer Ritzputzgliederung durch Quader und Baluster. Ansonsten hat der Bau genutete Sohlbankfenster. In der Durchfahrt sind eine Stichkappentonne und Rundbogennischen zu sehen. Das Erdgeschoß ist kreuzgrat- und stichkappentonnengewölbt. Im Obergeschoß gibt es einen Raum mit Sterngewölbe. | BDA-Hist.: Q37871940 Status: Bescheid Stand der BDA-Liste: 2025-06-30 Name: Sog. Schloss Klement GstNr.: 1 Schloss Klement                                                 |
| ja   | Datei hochladen | Schüttkasten (herrschaftlich) HERIS-ID: 22706 Objekt-ID: 19045                     | Klement 1a Standort KG: Klement                           | Der aus dem 17. Jahrhundert stammende barocke Schüttkasten besteht aus drei Geschoßen zu je 400 m² und einen abgesetzten geschwungenen Giebel mit Kugelaufsätzen. Eine Besonderheit stellen die 32 gedrechselten Eichensäulen dar. | BDA-Hist.: Q1346066 Status: Bescheid Stand der BDA-Liste: 2025-06-30 Name: Schüttkasten (herrschaftlich) GstNr.: 103                                                       |
| ja   | Datei hochladen | Hausberg Ödes Schloss HERIS-ID: 22708 Objekt-ID: 19047                             | Ödes Schloss Standort KG: Klement                         | Südwestlich von Klement befinden sich Hügel und Erdwerk eines spätmittelalterlichen bis frühneuzeitlichen Herrensitzes mit Resten von Mauerwerk. | BDA-Hist.: Q37871953 Status: Bescheid Stand der BDA-Liste: 2025-06-30 Name: Hausberg Ödes Schloss GstNr.: 175/1                                                            |
| ja   | Datei hochladen | Ortskapelle Klement HERIS-ID: 22709 Objekt-ID: 19048                               | Klement 24, neben Standort KG: Klement                    | Die 1910 von Franz Schiffner erbaute Ortskapelle ist ein schlichter, halbkreisförmig geschlossener Bau mit einem vorgestellten Fassadenturm mit Pyramidendach. Der Innenraum verfügt über eine hölzerne Flachdecke. | BDA-Hist.: Q37871965 Status: § 2a Stand der BDA-Liste: 2025-06-30 Name: Ortskapelle Klement GstNr.: 80/2 Ortskapelle Klement                                               |
| ja   | Datei hochladen | Figurenbildstock hl. Johannes Nepomuk HERIS-ID: 4435 Objekt-ID: 279                | Klement 1, gegenüber Standort KG: Klement                 | Die Statue des hl. Johannes Nepomuk stammt aus dem zweiten Viertel des 18. Jahrhunderts. | BDA-Hist.: Q37939415 Status: Bescheid Stand der BDA-Liste: 2025-06-30 Name: Figurenbildstock hl. Johannes Nepomuk GstNr.: 1041/1 Statue of John of Nepomuk, Klement        |
| ja   | Datei hochladen | Pfarrhof HERIS-ID: 23207 Objekt-ID: 19555                                          | Maisbirbaum 1 Standort KG: Maisbirbaum                    | | BDA-Hist.: Q37874897 Status: § 2a Stand der BDA-Liste: 2025-06-30 Name: Pfarrhof GstNr.: 447/1 Pfarrhof (Maisbirbaum)                                                      |
| ja   | Datei hochladen | Bildstock HERIS-ID: 23204 Objekt-ID: 19552                                         | Standort KG: Maisbirbaum                                  | Der Bildstock am nördlichen Ortsausgang ist ein barock geformter Mauerpfeiler mit Blendnischenaufsatz. | BDA-Hist.: Q37874860 Status: § 2a Stand der BDA-Liste: 2025-06-30 Name: Bildstock GstNr.: 1411 Bildstock (Maisbirbaum)                                                     |
| ja   | Datei hochladen | Figurenbildstock hl. Johannes Nepomuk HERIS-ID: 23205 Objekt-ID: 19553             | Maisbirbaum 19, bei Standort KG: Maisbirbaum              | In der Ortsmitte von Maisbirbaum steht eine Statue des hl. Johannes Nepomuk, die mit 1762 bezeichnet ist. | BDA-Hist.: Q37874872 Status: § 2a Stand der BDA-Liste: 2025-06-30 Name: Figurenbildstock hl. Johannes Nepomuk GstNr.: 135/3 Hl Nepomuk (Maisbirbaum)                       |
| ja   | Datei hochladen | Kath. Pfarrkirche hl. Barbara HERIS-ID: 23206 Objekt-ID: 19554                     | Maisbirbaum 18, gegenüber Standort KG: Maisbirbaum        | Die am Anger von Maisbirbaum gelegene Pfarrkirche hl. Barbara ist eine barocke Saalkirche mit gotischem Kern, barockem Westturm und gotischem Chor. Der Westturm hat rundbogige Schallfenster aus der Zeit des Umbaus und einen Pyramidenhelm. Das schlichte Langhaus verfügt über eine geschwungene Giebelmauer aus der zweiten Hälfte des 17. Jahrhunderts, Rundbogenfenster und an der Ostseite Eckstrebepfeiler vom gotischen Kern. Der gotische, dreiseitig geschlossene Chor ist mit Strebepfeilern und Spitzbogenfenstern ausgestattet. An der Südseite steht ein Sakristeianbau aus der Zeit um 1960. | BDA-Hist.: Q37874884 Status: § 2a Stand der BDA-Liste: 2025-06-30 Name: Kath. Pfarrkirche hl. Barbara GstNr.: 135/1 Pfarrkirche Maisbirbaum                                |
| ja   | Datei hochladen | Ehem. Pfarrhof HERIS-ID: 23203 Objekt-ID: 19551                                    | Merkersdorf 1 Standort KG: Merkersdorf                    | Der Pfarrhof von Merkersdorf, westlich der Pfarrkirche im 18. Jahrhundert errichtet, ist ein zweigeschoßiger Bau mit gefaschten Fenstern. | BDA-Hist.: Q37874847 Status: Bescheid Stand der BDA-Liste: 2025-06-30 Name: Ehem. Pfarrhof GstNr.: 93 Pfarrhof (Merkersdorf)                                               |
| ja   | Datei hochladen | Kath. Pfarrkirche hl. Jakobus der Ältere HERIS-ID: 23202 Objekt-ID: 19550          | Merkersdorf 1, neben Standort KG: Merkersdorf             | Die erhöht im Norden über dem Ort auf einer Geländestufe gelegene Pfarrkirche hl. Jakobus der Ältere ist eine Saalkirche, die durch ihre Nordung mit dem Fassadenturm der Ortschaft zugewandt steht und von einer ehemaligen Kirchhofmauer umgeben ist. Sie hat einen vorgestellten Fassadenturm. Das Langhaus und der eingezogene, dreiseitig geschlossene Chor sind durch Faschen und Felder einheitlich gegliedert. Der Turm ist durch ein mit 1764 bezeichnetes Volutengiebelportal mit Rokokoornamenten und -beschlägen zugänglich. Er hat einen sich zwischen Volutenanläufen mit Eckpilastern erhebenden Aufsatz, rundbogige Schallfenster und ein Pyramidendach. | BDA-Hist.: Q21508631 Status: § 2a Stand der BDA-Liste: 2025-06-30 Name: Kath. Pfarrkirche hl. Jakobus der Ältere GstNr.: .76 Pfarrkirche (Merkersdorf)                     |
| ja   | Datei hochladen | Figurenbildstock hl. Johannes Nepomuk HERIS-ID: 4429 Objekt-ID: 273                | Naglern 37, neben Standort KG: Naglern                    | In Naglern steht am Angerbach eine Johannes-Nepomuk-Statue aus dem 18. Jahrhundert. | BDA-Hist.: Q37935512 Status: § 2a Stand der BDA-Liste: 2025-06-30 Name: Figurenbildstock hl. Johannes Nepomuk GstNr.: 166                                                  |
| ja   | Datei hochladen | Pfarrhof HERIS-ID: 22710 Objekt-ID: 19049                                          | Oberleis 1 (Pfarramt) Standort KG: Oberleis               | Der Pfarrhof von Oberleis ist ein mächtiger, mehrgeschoßiger, im Kern spätgotischer Bau, der wohl ursprünglich als Schüttkasten genutzt und später verändert wurde. | BDA-Hist.: Q37871973 Status: § 2a Stand der BDA-Liste: 2025-06-30 Name: Pfarrhof GstNr.: 8/1 Pfarrhof Oberleis                                                             |
| ja   | Datei hochladen | Befestigte Höhensiedlung Oberleiserberg HERIS-ID: 56780 Objekt-ID: 66360           | Oberleiserberg Standort KG: Oberleis                      | Am Plateau des Oberleiser Berges konnte eine Besiedelung in der Jungsteinzeit, der Bronzezeit und der Latènezeit nachgewiesen werden. Der Wall, der das Plateau umgibt, wurde in der Urnenfeldzeit errichtet und in der Latènezeit ausgebaut. Innerhalb der urzeitlichen Befestigung gab es eine spätrömische Anlage aus dem 4./5. Jahrhundert mit Holz- und Steinbauten, die über Steinbauten verfügte, deren Grundrisse bis in die Gegenwart im Gelände ersichtlich sind. Außerdem konnten unterhalb der 1787 abgetragenen Wallfahrtskirche ein slawisches Körpergräberfeld und die Fundamente einer hoch- bis spätmittelalterlichen Kirche lokalisiert werden. Siehe auch: Keltensiedlung Oberleiserberg. | BDA-Hist.: Q15815417 Status: Bescheid Stand der BDA-Liste: 2025-06-30 Name: Befestigte Höhensiedlung Oberleiserberg GstNr.: 24/1, 24/2, 24/3, 25/1, 25/3                   |
| ja   | Datei hochladen | Wallfahrtskirche hll. Mauritius und Maria HERIS-ID: 22711 Objekt-ID: 19050         | Oberleis 1 (Pfarramt), gegenüber Standort KG: Oberleis    | Die am Abhang des Oberleiser Berges gelegene Pfarr- und Wallfahrtskirche hll. Mauritius und Maria ist eine im Kern auf einen romanischen Saalbau zurückgehende, in der Gotik durch den Chorbau und das südliche Seitenschiff erweiterte, im Barock wenig veränderte Kirche mit einem Westturm von 1807. Um den Chor liegt ein Friedhof. Der schlichte Westturm wird von Rundbogenfenstern und einem Zwiebelhelm bekrönt. Die Nordseite des Langhauses ist durch barocke Blendrahmen und Rundbogenfenster gegliedert. Im Westen ragt der romanische Mauerkern hervor. Das südliche Seitenschiff, errichtet im späten 15./frühen 16. Jahrhundert, wird von Strebepfeilern gestützt und ist durch kleeblattförmig geschlossene Spitzbogenfenster geöffnet. Die Kirche ist im Westen durch ein Spitzbogenportal und im Süden durch einen kreuzgratgewölbten Vorbau mit abgefastem Spitzbogenportal zugänglich. Der eingezogene, einjochige Chor des 14. Jahrhunderts hat einen Fünfachtelschluss, giebelbekrönte Strebepfeiler und Spitzbogenfenster. Der südliche Nebenchor, gegenüber dem Seitenschiff erhöht gelegen und gleichzeitig mit diesem erbaut, ist durch die Ausfüllung des Winkels zwischen den Polygonen unmittelbar angeschlossen. Er hat ein Spitzbogenfenster und einen südlich angrenzenden Sakristeianbau mit Spitzbogenportal aus dem 16. Jahrhundert. | BDA-Hist.: Q37872001 Status: § 2a Stand der BDA-Liste: 2025-06-30 Name: Wallfahrtskirche hll. Mauritius und Maria GstNr.: 1 Pfarrkirche hll. Mauritius und Maria, Oberleis |
| ja   | Datei hochladen | Bildstock HERIS-ID: 23208 Objekt-ID: 19556                                         | Simonsfeld 79, in der Nähe Standort KG: Simonsfeld        | Der Bildstock am südöstlichen Ortsausgang ist ein gemauerter Pfeiler mit einem pyramidenbekrönten Bildquaderaufsatz, der ein Marmorrelief mit Darstellung der biblischen Ölbergszene und eine Inschriftentafel trägt, die mit 1507 bezeichnet ist. | BDA-Hist.: Q37874911 Status: § 2a Stand der BDA-Liste: 2025-06-30 Name: Bildstock GstNr.: 1380                                                                             |
| ja   | Datei hochladen | Kath. Pfarrkirche hl. Martin HERIS-ID: 23211 Objekt-ID: 19559                      | Simonsfeld 100, neben Standort KG: Simonsfeld             | Die erhöht am nördlichen Ortsausgang gelegene Pfarrkirche hl. Martin ist eine barockisierte, im Kern gotische Saalkirche mit Westturm und barockem Seitenschiff. Der zum Großteil gotische Westturm wird durch eine neuzeitliche Erhöhung und einen Pyramidenhelm bekrönt. Langhaus und Chor sind durch eine mehrfach geschwungene Giebelmauer getrennt und durch barocke Rundbogenfenster geöffnet. Der dreiseitig geschlossene Chor wird durch abgetreppte Strebepfeiler gestützt. Der an der Nordseite barocke, im Kern wahrscheinlich gotische Seitenschiffanbau hat Flachbogenfenster und wird durch mächtige Strebepfeiler abgestützt. Der abschließende Nebenchor ist aus einem dreiseitig geschlossenen, im Kern gotischen Kapellenanbau mit barocken Rundbogenfenstern hervorgegangen. Der Südliche Anbau dient als Portalvorbau und Sakristei. Er ist teils im Barock und teils im 19. Jahrhundert entstanden. | BDA-Hist.: Q37874925 Status: § 2a Stand der BDA-Liste: 2025-06-30 Name: Kath. Pfarrkirche hl. Martin GstNr.: 1 Pfarrkirche (Simonsfeld)                                    |
| ja   | Datei hochladen | Hausberganlage HERIS-ID: 4428 Objekt-ID: 272                                       | Standort KG: Simonsfeld                                   | Die ehemalige Burganlage von Simonsfeld wird im Bereich der leicht erhöht gelegenen Pfarrkirche verortet, ihr Wirtschaftsareal im Bereich des Friedhofs. Im Spätmittelalter wurde der Ansitz aufgegeben, sichtbare Mauerreste sind nicht erhalten. Ob die bei der Pfarrgründung im 12. Jahrhundert bestehende Kirche sich auf demselben Standort befand wie die heutige Kirche, ist ungeklärt. Anmerkung: Grundstücksnummer, Adresse und Koordinaten überprüfen! | BDA-Hist.: Q37934135 Status: § 2a Stand der BDA-Liste: 2025-06-30 Name: Hausberganlage GstNr.: 16                                                                          |
| ja   | Datei hochladen | Befestigte Siedlung Bauernäcker HERIS-ID: 24381 Objekt-ID: 20769                   | Bauernäcker Standort KG: Steinbach                        | | BDA-Hist.: Q37884238 Status: Bescheid Stand der BDA-Liste: 2025-06-30 Name: Befestigte Siedlung Bauernäcker GstNr.: 573, 336, 337, 335                                     |
| ja   | Datei hochladen | Ortskapelle hl. Anna HERIS-ID: 4434 Objekt-ID: 278                                 | Steinbach 64, in der Nähe Standort KG: Steinbach          | Die um 1930 errichtete Ortskapelle hl. Anna ist ein dreiseitig geschlossener Bau mit Rechteck- und Rundbogenfenstern sowie einem aus der Achse gerückten Fassadenturm mit Pyramidenhelm. | BDA-Hist.: Q37938982 Status: § 2a Stand der BDA-Liste: 2025-06-30 Name: Ortskapelle hl. Anna GstNr.: 47                                                                    |